# Tha Eastsidaz (Álbum)
| Críticas profissionais | Críticas profissionais |
| Avaliações da crítica  | Avaliações da crítica  |
| Fonte                  | Avaliação              |
| ---------------------- | ---------------------- |
| Allmusic               | [ 1 ]                  |
| Entertainment Weekly   | C+                     |
| Los Angeles Times      | [ 3 ]                  |
| RapReviews.com         | [ 4 ]                  |
| The Source             | [ 5 ]                  |
| USA Today              | [ 6 ]                  |

Snoop Dogg presents: Tha Eastsidaz ou simplesmente Tha Eastsidaz é o álbum de estreia do grupo de Hip-Hop Tha Eastsidaz. O álbum foi lançado em 1 de Fevereiro de 2000 pelas gravadoras Dogghouse Records e TVT Records. A maioria das faixas fizeram parte da trilha sonora do filme pornô Snoop Dogg's Doggystyle de Snoop Dogg. A produção executiva do álbum ficou por conta do próprio Snoop Dogg. 

## Faixas
| #  | Faixa                                   | Produção                  | Participação               | Duração |
| -- | --------------------------------------- | ------------------------- | -------------------------- | ------- |
| 01 | "Intro to Indo"                         |                           | Dr. Dre                    | 0:24    |
| 02 | "Now We Lay 'em Down"                   | Meech Wells               |                            | 4:42    |
| 03 | "Tha Eastsidaz"                         | Meech Wells & Def Jef     |                            | 2:57    |
| 04 | "Dogghouse"                             | Goldie Loc                | Tha Locs, Rappin' 4-Tay    | 4:23    |
| 05 | "Give It 2 'em Dogg"                    | Goldie Loc & Bugsy Seigal | Bugsy Seigal               | 3:29    |
| 06 | "Got Beef"                              | L. T. Hutton              | Jayo Felony, Sylk-E. Fyne  | 4:11    |
| 07 | "Real Talk"                             |                           |                            | 0:18    |
| 08 | "Balls of Steel"                        | DJ Battlecat              |                            | 3:11    |
| 09 | "Nigga 4 Life"                          | Blaqthoven                | Bad Azz                    | 4:10    |
| 10 | "G'd Up"                                | DJ Battlecat              | Butch Cassidy              | 4:33    |
| 11 | "Another Day"                           | Jelly Roll                | Butch Cassidy              | 4:15    |
| 12 | "Tha Mac Ten Commandments"              |                           |                            | 0:46    |
| 13 | "Ghetto"                                | DJ Battlecat              | Kokane, Kam, Nate Dogg     | 4:39    |
| 14 | "Big Bang Theory"                       | Warren G                  | Xzibit, Kurupt, CPO, Pinky | 4:28    |
| 15 | "Be Thankful"                           | DJ Battlecat              | Kam, Pretty Tony, Warren G | 3:42    |
| 16 | "How You Livin'"                        | DJ Battlecat              | Butch Cassidy              | 2:38    |
| 17 | "Take It Back to '85"                   | Soopafly                  | Kurupt, Butch Cassidy      | 4:22    |
| 18 | "Tha G in Deee"                         | Meech Wells               |                            | 3:18    |
| 19 | "Tha Mac Bible: Chapter 2:11 Verse 187" |                           |                            | 1:02    |
| 20 | "Pussy Sells"                           | L. T. Hutton              | Suga Free                  | 4:15    |
| 21 | "LBC Thang"                             | DJ Battlecat              | Butch Cassidy              | 3:22    |
| 22 | "Life Goes On"                          | Meech Wells               | Kokane                     | 3:34    |

## Desempenho nas paradas
| Paradas (2000)                      | Melhor posição |
| ----------------------------------- | -------------- |
| Austrália - ARIA                    | 27             |
| Canadá - Top Canadian Albums        | 29             |
| Estados Unidos - Billboard 200      | 8              |
| Estados Unidos - Independent Albums | 8              |

Singles
| Titulo     | Melhor posição | Melhor posição  | Melhor posição | Melhor posição | Melhor posição | Melhor posição | Melhor posição | Diretor do vídeo |
| Titulo     | EUA Hot 100    | EUA R&B/Hip-Hop | EUA Rap        | EUA Top 40     | CAN Hot 100    | ARIA           | R&R            | Diretor do vídeo |
| "G'd Up"   | 47             | 19              | 2              | 35             | 13             | -              | 26             | Diane Martel     |
| "Got Beef" | 99             | 55              | 38             | -              | -              | 23             | -              | Chris Robinson   |

## Liçações externas
- Chart Data
- Music.com[ligação inativa]
- Top40 charts